# Gudrun Mebs
Gudrun Mebs (* 8. Januar 1944 in Bad Mergentheim) ist eine deutsche Schauspielerin und Schriftstellerin.

## Leben
Gudrun Mebs wurde 1944 in Bad Mergentheim geboren und wuchs in Frankfurt am Main auf. Mit 17 Jahren begann sie eine Ausbildung zur Schauspielerin; anschließend reiste sie mit einer Theatergruppe um die ganze Welt. Zwischen 1965 und 1974 wirkte sie in einer Reihe von Fernsehfilmproduktionen mit.
Seit 1980 schreibt sie für Kinder. Ihre Hörspiele und Bücher wurden vielfach ausgezeichnet, u. a. mit dem Deutschen Jugendbuchpreis 1984, dem Österreichischen Kinderbuchpreis und dem Schweizer Kinderbuchpreis La vache qui lit. Sie lebt in München.

## Ehrungen
- 1983 La vache qui lit für Birgit. Eine Geschichte vom Sterben
- 1984 Deutscher Jugendliteraturpreis für Sonntagskind
- 1985 Janus-Korzcak-Medaille
- 1991 Troisdorfer Bilderbuchpreis
- 1991 Goldene Plakette von Bratislava
- 1991 Octogone d'ardoise für Sara et le Clown (Illustrationen von Quint Buchholz)
- 1992 Prix Niki
- 1995 Bundesverdienstkreuz am Bande[1]
- 2002 Bayerischer Verdienstorden

## Werke
- Geh nur, vielleicht triffst du einen Bären, Erzählungen, 1981
- Birgit. Eine Geschichte vom Sterben, 1982
- Sonntagskind, 1983
- Wie werd' ich bloß Daniela los?, 1984
- Eine Tasse, rot mit weißen Punkten, 1984
- „Oma!“ schreit der Frieder…, 1984
- Kasper spielt nicht mehr mit, 1985
- Und wieder schreit der Frieder: „Oma!“, 1985
- Baby kocht Pudding, 1985
- Zwei Angsthasen, 1985
- Meistens geht's mir gut mit dir. Kindergeschichten, 1985
- Ich weiß ja, wo der Schlüssel hängt, 1987
- Mariemoritz, 1988
- Tim und Pia: ganz allein!, 1988
- Die Sara, die zum Circus will, 1990
- Der Mond wird dick und wieder dünn. Eine Geschichte vom Liebhaben, 1991
- Oma und Frieder – jetzt schreien sie wieder!, 1992
- Schokolade im Regen, 1992
- Kaputtes Knie, 1993
- Zehn grüne Krötchen, 1995
- Petersilie, Katzenkind, 1996
- Katze, Katzen, Katzenglück, 1997
- Richtig suchen und falsch suchen, 1997
- Ohne Suse ist das nix! Geschichten von Opa Hans und Suse, 1998
- Opa Hans, der ist mein Freund!, 2000
- Vom Matze, von der Bella und von Schokoküssen, 2001
- Herr Leo und sein Michael, 2003
- Sie hat mich einfach mitgenommen, 2004
- Schutzengel mit Segelohren, 2009
- „Schule!“ schreit der Frieder und die Oma, die kommt mit, 2010
- Erzähl mir was vom Himmel und der Erde, 2011
- Philosophie ist wie Kitzeln im Kopf, 2013
- „Super“, schreit der Frieder, und die Oma kichert wieder, 2018

## Filmografie
Wenn nicht anders angegeben, als Darstellerin:
- 1965: Intermezzo
- 1967: Die Firma Hesselbach (Fernsehserie, eine Folge)
- 1968: Eine halbe Stunde
- 1968: Heim und Herd
- 1970: Die Anpassung
- 1970: Sonntags am Meer
- 1971: Viel Getu’ um nichts
- 1971: Der Schlafwagenkontrolleur
- 1972: Der Seitensprung des Genossen Barkassow
- 1972: Adele Spitzeder
- 1974: Die Kurpfuscherin
- 1978  Die fabelhafte Familie Koo in der Zauberkiste (13 Folgen) Regie: Jörg Grünler und Rüdiger Graf[2]
- 1986: Bettkantengeschichten (Fernsehserie, Drehbuch von einer Folge)
- 1988: Das Sonntagskind oder der Umstände halber (auch Drehbuch)
- 1992–98: Siebenstein (Fernsehserie, Drehbuch bei zwei Folgen)